# Walter von Bergmann
Walter von Bergmann, nemški general, * 16. april 1864, Magdeburg, † 7. marec 1950, Berlin-Dahlem.